# کیوتو انیمیشن
کیوتو انیمیشن (ژاپنی: 株式会社京都アニメーション هپبورن: Kabushiki-gaisha Kyōto Animēshon)، یا اغلب به اختصار کیوآنی (京アニ Kyōani) یک استودیوی تولید انیمیشن و ناشر لایت ناول ژاپنی مستقر در اوجی، استان کیوتو در ژاپن است. این استودیو را زن و شوهر یوکو و هیده‌آکی هاتا در ۱۹۸۵ تأسیس کردند. برخلاف دیگر استودیوهای انیمیشن ژاپنی، کارکنان کیوتو انیمیشن به صورت دائم استخدام می‌شوند و به صورت کارمزدی (بر مبنای فریم) کار نمی‌کنند.
کیوتو انیمیشن، فیلم و سریال انیمه‌های معروفی تولید کرده است؛ از قبیل: ایر (۲۰۰۵)، هاروهی سوزومیا (۲۰۰۶)، کانون (۲۰۰۶)، کلند (۲۰۰۷)، کی-اون! (۲۰۰۹)، نیچیجو (۲۰۱۱)، هیوکا (۲۰۱۲)، فراتر از محدودیت (۲۰۱۲)، تاماکو مارکت (۲۰۱۳)، فری! (۲۰۱۳)، صدا! یوفونیوم (۲۰۱۵)، صدای خاموش (۲۰۱۶) و وایولت اورگاردن (۲۰۱۸).
در ۱۸ ژوئیهٔ ۲۰۱۹ آتش‌افروزی عمدی در استودیوی انیمیشن کیوتو منجر به مرگ ۳۶ نفر شد.